# Mikuláš Albergati
Blahoslavený Mikuláš Albergati, italsky Niccolò Albergati (1373 Boloňa – 9. května 1443 Siena) byl italský kardinál a diplomat.

## Životopis
Narodil se v Boloni roku 1373 do šlechtické rodiny. Absolvoval práva a v roce 1394 se stal členem kartuziánského řádu. Po skončení papežského schizma podporoval papeže Martina V., který jej roku 1417 jmenoval biskupem boloňským a 24. května 1426 titulárním kardinálem baziliky Svatého Kříže v Jeruzalémě. Roku 1431 zahájil čtrnáctiletý Basilejský koncil, jenž v římskokatolické církvi přinesl definitivní vítězství papalismu nad konciliarismem a buly o sjednocení s Kopty, Řeky, Armény, Syřany a Chaldejci. V rodném městě se zasadil o rozvoj vzdělanosti.
Albergati sloužil jako diplomat u několika papežů. V tomto úřadu navštívil Francii a několik dalších italských států. Roku 1435 vykonal v roli papežského legáta pontifika Evžena IV. cestu na kongres v Arrasu, který nepřinesl zamýšlený mír mezi Anglií a Francií ve stoleté válce. Znamenal však odklon Burgundska od Anglie a navázání spojenectví mezi burgundským vévodou Filipem III. Dobrým a francouzským králem Karlem VII. Mezi lety 1438–1443 zastával úřad hlavního penitenciáře Apoštolské penitenciárie, jednoho ze tří tribunálů Římské kurie.
K jeho žákům patřili pozdější papežové Mikuláš V., Pius II. a také italský renesanční humanista Francesco Filelfo. Tommaso Parentuccelli, pozdější Mikuláš V., u něj vykonával službu tajemníka a z úcty ke svému benefaktorovi si zvolil papežské jméno „Mikuláš“.
Mikuláš Albergati vážně onemocněl během cest v Sieně, kde 9. května 1443 zemřel. K uložení ostatků do hrobu došlo ve florentských kartouzích. Blahořečen byl 25. září 1744.